# Vists socken, Redvägs härad
Vists socken i Västergötland ingick i Redvägs härad, uppgick 1938 i Ulricehamns stad och området är sedan 1971 en del av Ulricehamns kommun, från 2016 inom Ulricehamns distrikt.
Socknens areal var 17,24 kvadratkilometer land. År 1933 fanns här 411 invånare.  En del av tätorten Ulricehamn samt sockenkyrkan Vists kyrka ligger i socknen.

## Administrativ historik
Socknen har medeltida ursprung. 
Vid kommunreformen 1862 övergick socknens ansvar för de kyrkliga frågorna till Vists församling och för de borgerliga frågorna bildades Vists landskommun. 1938 upplöstes socknen och församlingen uppgick i Ulricehamns församling och landskommunen i Ulricehamns stad som 1971 ombildades till Ulricehamns kommun.
1 januari 2016 inrättades distriktet Ulricehamn, med samma omfattning som Ulricehamns församling hade 1999/2000, och vari detta sockenområde ingår.
Socknen har tillhört län, fögderier, tingslag och domsagor enligt vad som beskrivs i artikeln Redvägs härad. De indelta soldaterna tillhörde Älvsborgs regemente, Redvägs kompani och Västgöta regemente.

## Geografi
Vists socken ligger närmast norr och nordväst om Ulricehamn kring Ätran och med Åsunden i söder. Socknen är en kuperad skogsbygd.

## Fornlämningar
En hällkista från stenåldern är funnen. Från bronsåldern finns gravrösen. Från järnåldern finns gravar och en fornborg. En runristning, som förtäljer om Gude som dog i England, är känd vid kyrkan.

## Namnet
Namnet skrevs 1492 Wisth och kommer från kyrkbyn. Det innehåller möjligen vist i betydelsen 'vistelseort, hemvit' eller troligare vist i betydelsen 'åkrök' då syftande på Ätrans vindlande lopp vid kyrkan.